# Je m'adore
Je m'adore è il ventiduesimo album di Cristiano Malgioglio uscito nel 2009 con alcuni brani inediti, nuove versioni e remix su etichetta Nar International.
L'album è stato anticipato in radio dal singolo Pioggia amica, pioggia di speranza versione italiana del brano Regresso di A. Cobral. Contiene inoltre altri inediti scritti per l'occasione come Chi non piange non ama, Sei la luce la vita, Cancion azul e Vivi.
Nunca te olvides de mi è invece la versione spagnola, adattata da Cristiano Malgioglio, del celebre brano Non ti scordar mai di me portato al successo da Giusy Ferreri nel 2008 e scritto da Tiziano Ferro e Roberto Casalino.
Ci sono alcune nuove versioni dance dei suoi successi come L'importante è finire, Ancora ancora ancora (scritte per Mina) e Cocktail d'amore (scritta per Stefania Rotolo), più un paio di basi strumentali a chiudere l'album.

## Tracce
1. Chi non piange non ama (Me ama no) (C. Malgioglio, M. Da Vila, Ze-Catimba)
2. L'importante è finire (C. Malgioglio, Alberto Anelli)
3. Con l'amore addosso (Wonderful life) (testo italiano di C. Malgioglio) (Colin Vearncombe)
4. Ancora ancora ancora (C. Malgioglio, Gian Pietro Felisatti)
5. Sei la luce la vita (Eres) (C. Malgioglio, J. F. Fonseca)
6. Toglimi il respiro (Take my breath away) (Giorgio Moroder, T. Whitlock) (testo italiano di C. Malgioglio)
7. Nunca te olvides de mi (Roberto Casalino, Tiziano Ferro)
8. Cocktail d'amore (C. Malgioglio, Corrado Castellari, M. Mancini)
9. En privado (C. Malgioglio, Neil Tennant, Chris Lowe)
10. Fragile fortissimo (C. Malgioglio, Vito Pallavicini, C. Castellari, M. Castellari)
11. Cancion azul (Baltisior, Ettienne, Therry Zaencel)
12. Vivi (Lia) (C. Malgioglio, J. M. Cano, A. Dalla Vecchia)
13. Canzone argentina (C. Malgioglio, C. Castellari, M. Castellari)
14. All'alba dei miei anni (C. Malgioglio, C. Castellari, G. Marchese)
15. Pioggia amica, pioggia di speranza (Regreso) (C. Malgioglio, J. Agostino, A. Cobral, A. Zeppieri)
16. Oh! Mama (Mama) (C. Malgioglio, Efsan, Fereira)
17. L'importante è finire (strumentale)
18. Ancora ancora ancora (strumentale)